# The Golden Bowl (filme)
The Golden Bowl (Brasil: A Taça de Ouro / Portugal: Infidelidades)  é um filme de drama dos Estados Unidos, França e Reino Unido de 2000, realizado por James Ivory. O roteiro de Ruth Prawer Jhabvala para o filme foi inspirado no romance homônimo de Henry James, The Golden Bowl, que considerou o trabalho sua obra-prima.
O diretor Ivory, produtor Merchant, e a roteirista Jhabvala colaboraram anteriormente nas adaptações cinematográficas dos romances de Henry James, The Europeans e The Bostonians.
O filme foi filmado em vários locais da Inglaterra, incluindo o Castelo de Belvoir em Leicestershire, Burghley House em Lincolnshire, Helmingham Hall em Suffolk, o Kew Bridge Steam Museum e Syon House em Middlesex, e Lancaster House e Mansion House em Londres. Locais italianos incluíam o Palazzo Borghese em Artena e o Castelo do Príncipe Massimo em Arsoli.
A trilha sonora inclui "Moonstruck" de Lionel Monckton e Ivan Caryll, "Sarabande" de Claude Debussy e "Wall Street Rag" de Scott Joplin.

## Resumo
Nick Nolte (Adam Verver) e Kate Beckinsale (Maggie Verver) são pai e filha que vivem no meio da alta sociedade da Inglaterra e Itália, no início do século XX.
Adam é um bilionário americano que é igualmente coleccionador de arte e está casado de fresco, assim como a sua filha. Porém, ambos ficam surpreendidos quando descobrem que os seus cônjuges, a americana Charlotte Stant (Uma Thurman) e o aristocrata italiano Prince Amerigo (Jeremy Northam), que estão a manter um caso amoroso em segredo.

## Elenco
- Uma Thurman (Charlotte Stant)
- Nick Nolte (Adam Verver)
- Kate Beckinsale (Maggie Verver)
- Jeremy Northam (Prince Amerigo)
- Anjelica Huston (Fanny Assingham)
- James Fox (Coronel Bobo Assingham)
- Madeleine Potter (Lady Castledean)
- Nicholas Day (Lord Castledean)
- Peter Eyre (Jarvis)
- Marta Paola Richeldi (Duquesa)
- Mattia Sbragia (Duque)

## Lançamento
O filme estreou no Festival de Cannes de 2000, e quando recebeu uma recepção fria, executivos da Miramax Films, a distribuidora original, pediram a Ivory e Merchant para fazer vários cortes para encurtar seu tempo de execução. Quando se recusaram, a empresa vendeu o filme para Lions Gate.
O filme estreou em toda a Europa antes de entrar em um lançamento limitado nos Estados Unidos em 27 de abril de 2001, após uma exibição anterior no Festival Internacional de Cinema de Palm Springs. Ele abriu em cinco telas e ganhou US$90,170 em seu fim de semana de abertura. Em seu maior lançamento nos EUA, foi exibido em 117 cinemas. Eventualmente, arrecadou US$3,050,532 nos EUA e US$2,703,146 nos mercados estrangeiros, totalizando uma bilheteria mundial de US$5,753,678.

## Recepção crítica
The Golden Bowl recebeu mistas para críticas positivas; atualmente detém uma classificação de 53% no Rotten Tomatoes; O consenso afirma: "Vindo da equipe Merchant-Ivory, The Golden Bowl é visualmente impressionante, mas os cineastas têm dificuldade em transportar as caracterizações do romance de Henry James para a tela".

## Prêmios e indicações
James Ivory foi indicado para a Palma de Ouro no Festival de Cannes de 2000. O desenhista de produção Andrew Sanders ganhou o prêmio Evening Standard British Film Award de melhor técnica/realização artística.

## Mídia doméstica
O DVD da Região 1 foi lançado em 6 de novembro de 2001. O filme está em formato widescreen anamórfico, com faixas de áudio em inglês e francês e legendas em inglês e espanhol. O único recurso de bônus é o trailer do cinema original.